# Erich Honecker
|  | Per a altres significats, vegeu «Honecker». |

Erich Honecker (Neunkirchen, 25 d'agost de 1912 - Santiago de Xile, 29 de maig de 1994) fou un polític alemany, màxim dirigent de la República Democràtica d'Alemanya (RDA) entre 1971 i 1989.

## Joventut i militància política
Honecker va néixer el 25 d'agost de 1912 a Neunkirchen, al Saarland, fill d'una família minera de tradició comunista. El 1926 es va afiliar a la Lliga dels Joves Comunistes d'Alemanya (KJVD) i el 1929 al Partit Comunista d'Alemanya (KPD). Aquell mateix any fou enviat a l'Escola Internacional Lenin de Moscou, d'on va tornar el 1931. El 1935 fou arrestat pels nazis i condemnat a deu anys de presó per ser militant comunista. Va estar a la presó fins al final de la Segona Guerra Mundial, el 1945.

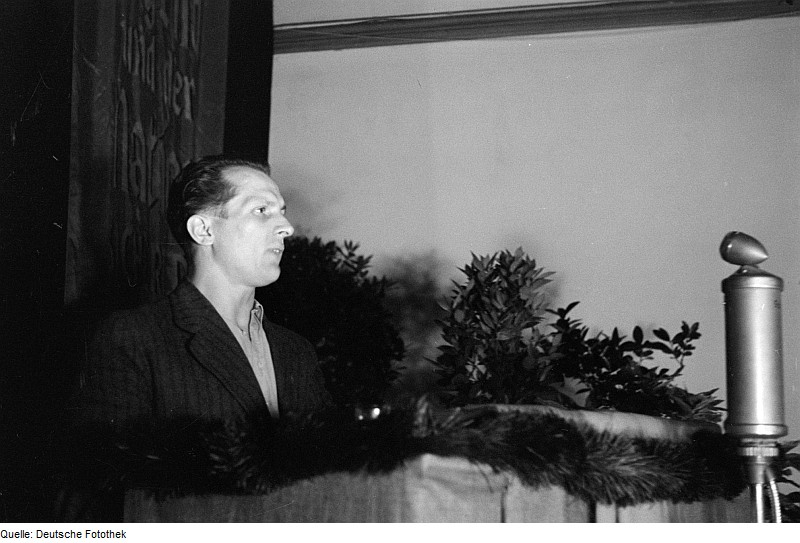
Erich Honecker dirigint-se a la multitud en un acte de la Joventut Lliure Alemanya (FDJ) en Brandenburg. L'acte es va celebrar entre el 6 i 11 de juny de 1946

## Lideratge polític
En finalitzar la guerra fou un dels dirigents comunistes que, juntament amb Wilhelm Pieck o Walter Ulbricht, van encapçalar la unificació amb els socialdemòcrates a l'Est fundant el Partit Socialista Unificat d'Alemanya (SED). A les eleccions d'octubre de 1946 fou elegit diputat i el 1950 ja era membre del secretariat del Comitè Central del SED.
Un dels principals dirigents de la RDA des de la seva fundació l'any 1949, Honecker va desplaçar del poder el més ortodox Walter Ulbricht el 1971 i es convertí en secretari general del SED i President del Consell de Defensa Nacional. El 1976, així mateix, es va convertir en Cap d'Estat de la RDA. Oposat a la Perestroika del secretari general del PCUS Mikhaïl Gorbatxov, no podia afrontar els canvis que el procés d'obertura política iniciat als països de l'est estava provocant. Per la seva incapacitat, Moscou i el Politburó de la RDA precipitaren la seva caiguda el 18 d'octubre de 1989. Fou substituït per Egon Krenz, que afrontà l'obertura política i la caiguda del mur de Berlín, símbol de la guerra freda, el 9 de novembre de 1989.

## Abandonament de la política i mort
Després de la caiguda de la RDA, Honecker va romandre uns mesos en un hospital militar soviètic, a causa del seu delicat estat de salut. Va ser traslladat secretament a la Unió Soviètica per a evitar que fos jutjat per les autoritats de la RFA, però fou extradit el 1992 després de la desintegració de la Unió Soviètica. Fou processat per la mort de 192 persones que van intentar de travessar il·legalment el mur de Berlín durant el seu mandat i que van ser acusades d'alta traïció. A causa del greu estat de salut, fou alliberat i emigrà a Xile, país en el qual residia la seva filla Sonja. El 29 de maig de 1994 va morir a Santiago de Xile víctima d'un càncer de fetge. El seu cos fou posteriorment incinerat.

## Família

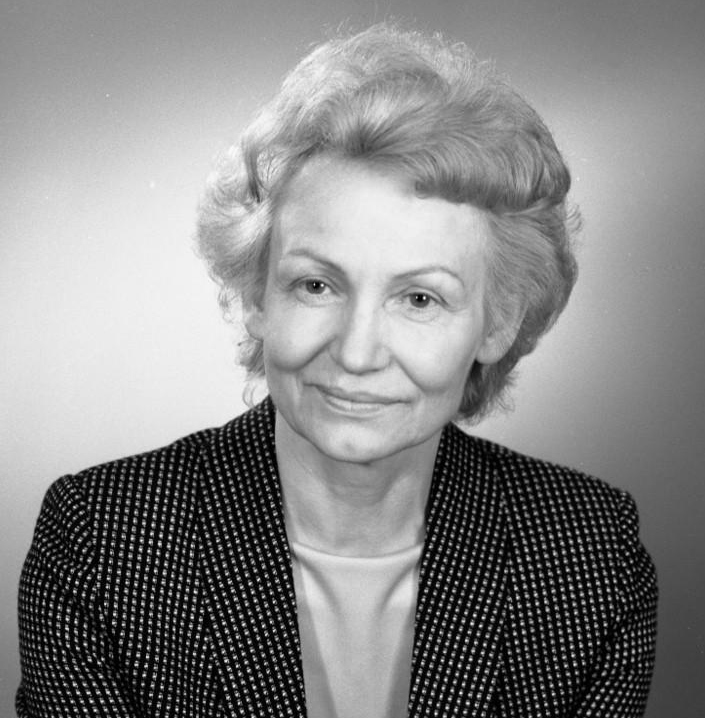
Margot, la dona de Honecker durant quaranta anys

Honecker es va casar tres vegades. Després de ser alliberat de la presó el 1945, es va casar amb la directora de la presó Charlotte Schanuel (de soltera Drost), nou anys més gran que ella, el 23 de desembre de 1946. Va morir sobtadament d'un tumor cerebral el juny de 1947. Els detalls d'aquest matrimoni no es van revelar fins al 2003, molt després de la seva mort.
En el moment de la seva mort, Honecker ja estava relacionat sentimentalment amb l'oficial de la Joventut Lliure Alemanya Edith Baumann, a qui va conèixer en un viatge a Moscou. Amb ella va tenir una filla, Erika (n. 1950), que més tard li va donar la seva néta Anke. Les fonts difereixen sobre si Honecker i Baumann es van casar el 1947 o el 1949, però el 1952 va tenir una filla il·legítima, Sonja (n. desembre de 1952-2022), amb Margot Feist, membre de la Cambra del Poble i presidenta de l'Organització Pionera d'Ernst Thälmann.
El setembre de 1950, Baumann va escriure directament a Walter Ulbricht per informar-lo de l'activitat extramatrimonial del seu marit amb l'esperança que pressionés a Honecker perquè acabés amb la seva relació amb Feist. Després del seu divorci i sota la pressió del Politburó, es va casar amb Feist. Tanmateix, les fonts difereixen de nou tant en l'any del seu divorci amb Baumann com en el seu matrimoni amb Feist; depenent de la font, els fets van tenir lloc l'any 1953 o bé l'any 1955. Durant més de vint anys, Margot Honecker va exercir com a ministra d'Educació Nacional. L'any 2012, els informes d'intel·ligència recopilats per espies d'Alemanya Occidental al·legaven que tant Honecker com la seva dona tenien relacions secretes però no es van divorciar per motius polítics; tanmateix, el seu guardaespatlles Bernd Brückner, en un llibre sobre el seu temps passat al servei de Honecker, va negar les afirmacions.
Honecker va tenir tres néts de la seva filla Sonja, que s'havia casat amb l'exiliat xilè Leonardo Yáñez Betancourt: Roberto (n. 1974), Mariana (n. 1985), que va morir el 1988 als dos anys deixant el mateix Honecker amb el cor trencat, i Vivian (n. 1988). Els orígens de Roberto són debatuts; es diu que és el fill adoptat il·legalment de Heidi Stein, Dirk Schiller, nascut el 13 de juny de 1975 a Görlitz, que va desaparèixer el març de 1979, a causa de suposades similituds físiques entre Dirk i Yáñez, Stein sospita que el seu fill podria haver estat segrestat tres anys pels agents de l'Stasi.
La filla de Honecker es va divorciar de Yáñez el 1993. Va residir a Santiago amb els seus dos fills supervivents i va morir el 2022.

## En la cultura popular
El mural de 1990 de Dmitri Vrúbel al mur de Berlín , Déu meu, ajudeu-me a sobreviure a aquest amor mortal, que representa un petó fraternal socialista entre Honecker i Leonid Bréjnev, va ser conegut arreu del món.
Un senyal de trànsit inspirat en Honecker que portava un barret de palla alegre es va utilitzar a algunes parts d'Alemanya de l'Est (Ost-Ampelmännchen) i s'ha convertit en un símbol de l'Ostalgie.

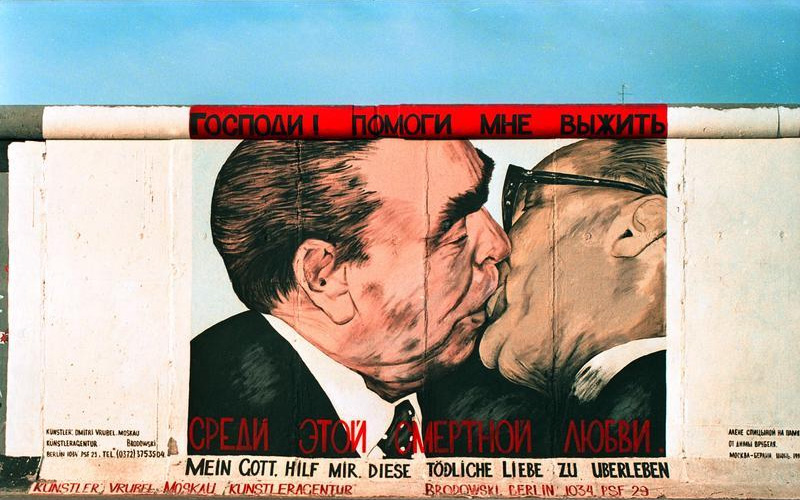
Foto de premsa com a mural: Honecker amb Bréjnev en un petó fraternal.
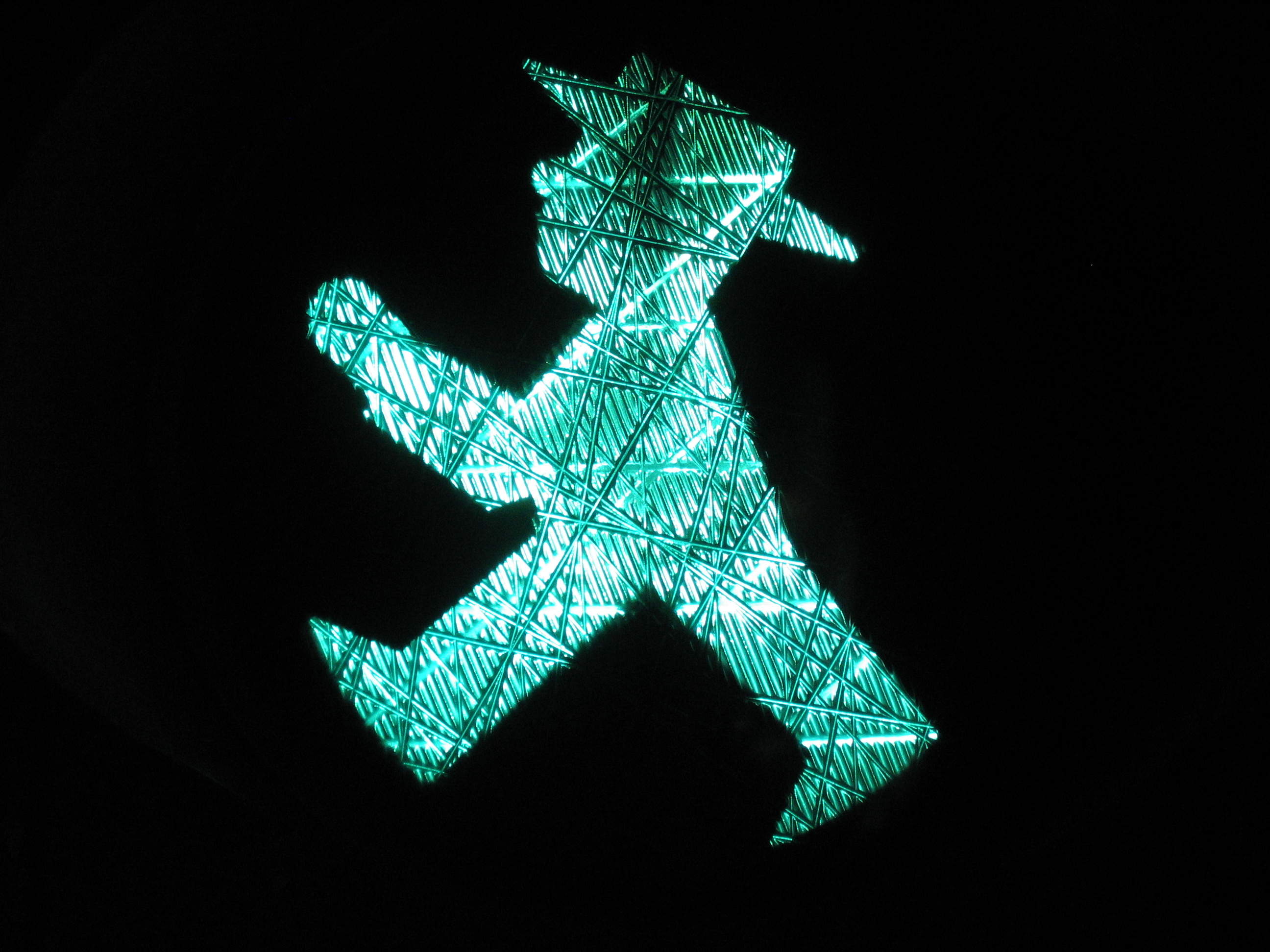
Eastern Crosswalk Man es va inspirar en Honecker que portava un barret de palla.

## Galeria d'imatges

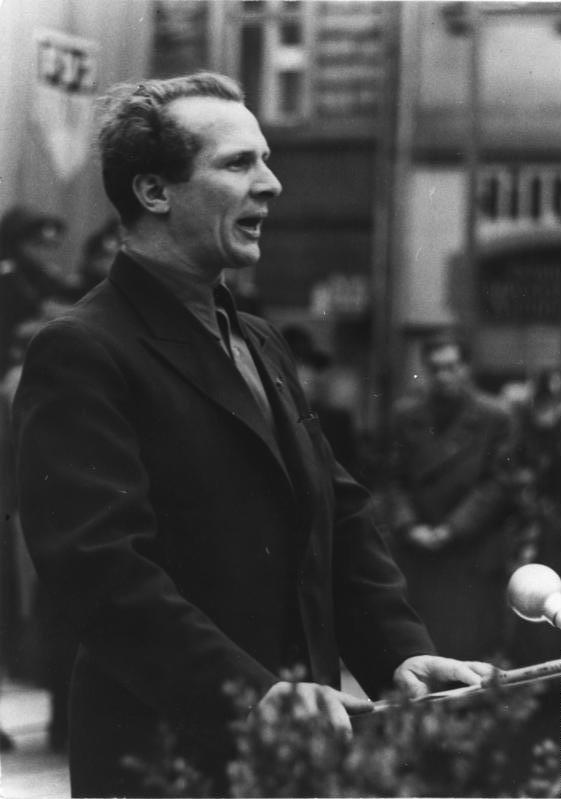
Erich Honecker realitzant un discurs el 12 de novembre de 1950 en el Consell Central de la FDJ amb la presència de les organitzacions juvenils de Polonia (ZMP) i Txecoslovàquia (CSM).
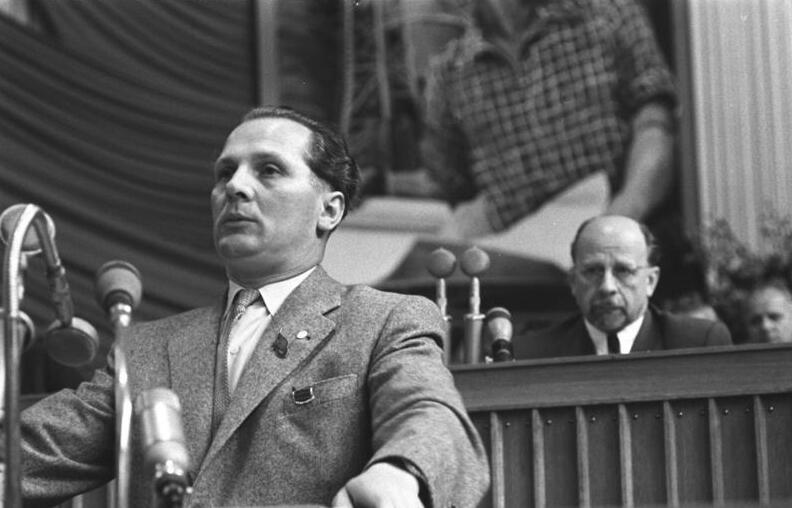
Erich Honecker en el Cinqué Congrés de la SED (Sozialistische Einheitspartei Deutschlands celebrat el 16 de juliol de 1958 en el Werner-Seelenbinder-Halle, Berlín. Darrere d'aquest, està Walter Ulbricht, en aquells moments Primer Secretari del Comité Central de la SED.
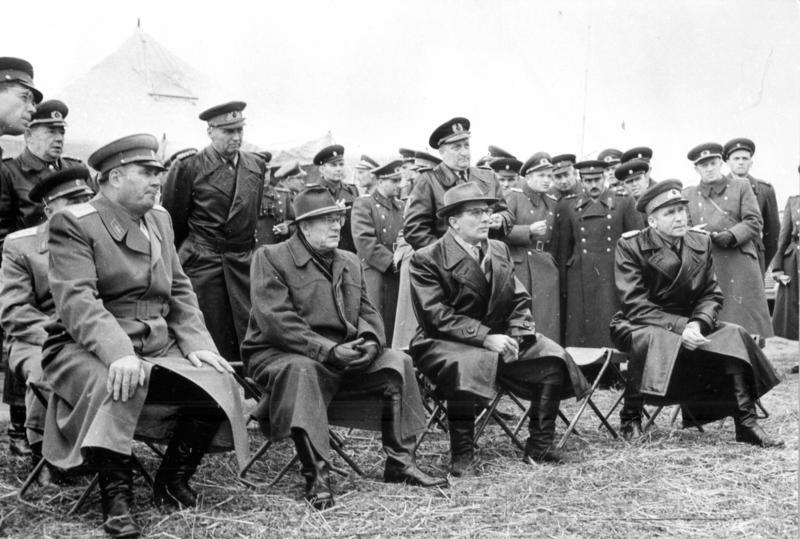
El 14 d'octubre de 1960, en un exercici de la NVA al sud de la RDA. D'esquerra a dreta: I. Jakubowski, Otto Grotewohl, Erich Honecker i Heinz Hoffmann.
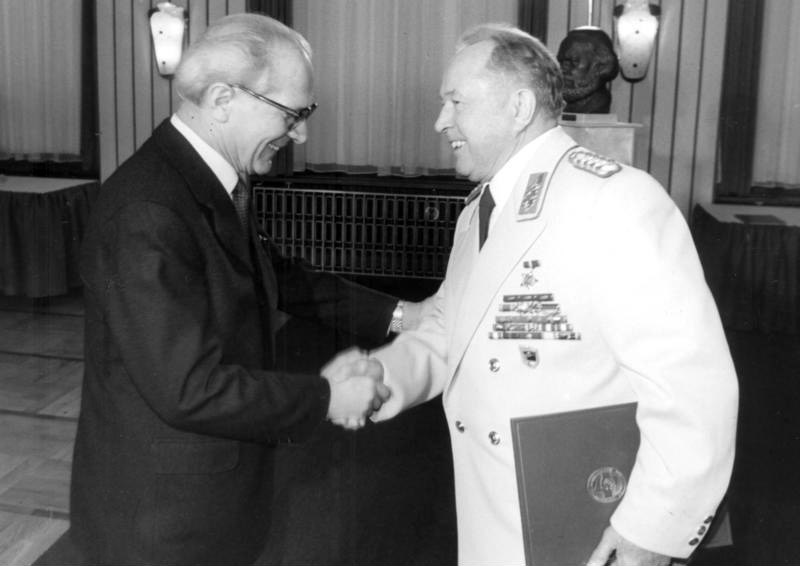
Erich Honecker felicita Erich Mielke en el 30 aniversari del Ministeri de Seguretat d'Estat de la RDA.
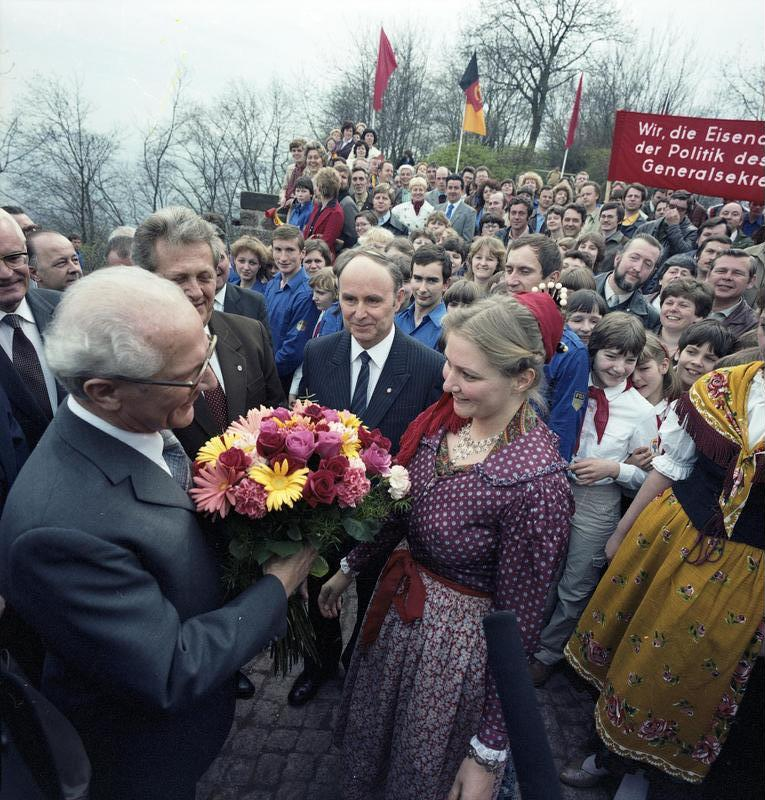
Erich Honecker en un acte públic el 1983.
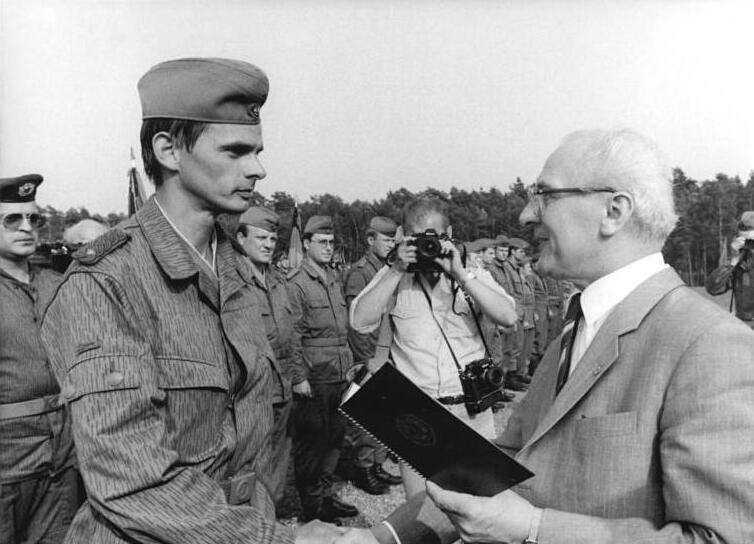
Erich Honecker, president del Consell d'Estat i del Consell Nacional de Defensa de la RDA visitant les tropes de la NVA i donant una medalla a un membre.
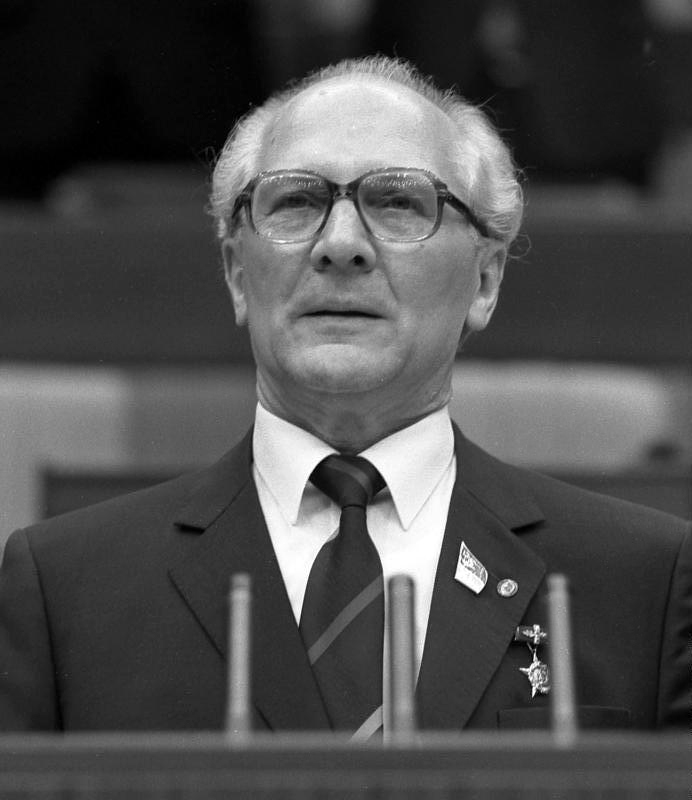
Erich Honecker durant el XI Congrés del PSUA el 1986.
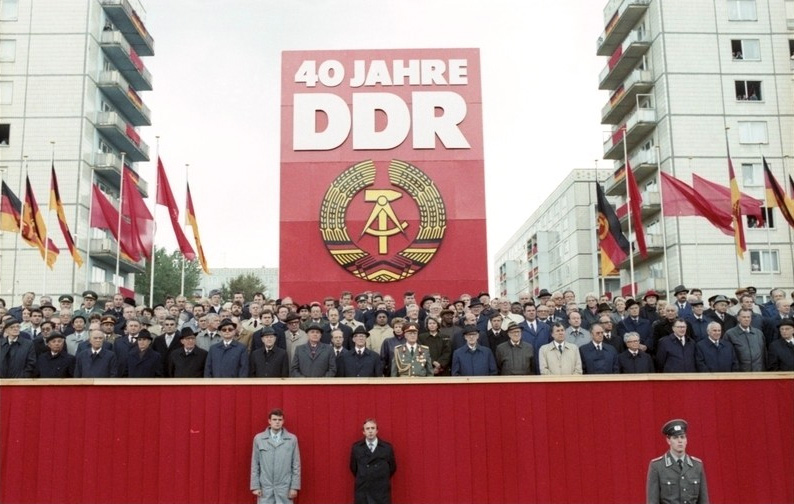
Erich Honecker, al centre en la primera filera de gent, durant la commemoració dels 40 anys de la República Democràtica d'Alemanya, el 7 d'octubre de 1989.
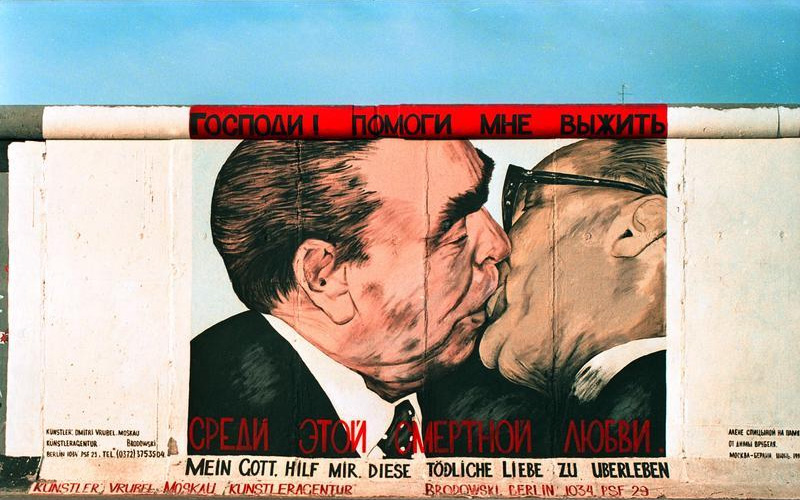
Mein Gott hilf mir, diese tödliche Liebe zu überleben. Versió original del mur pintat per Dmitri Vrubel d'un bes entre Bréjnev i Honecker. Any 1990.

## Honors
Orde Olímpic d'or